# Christopher Eccleston

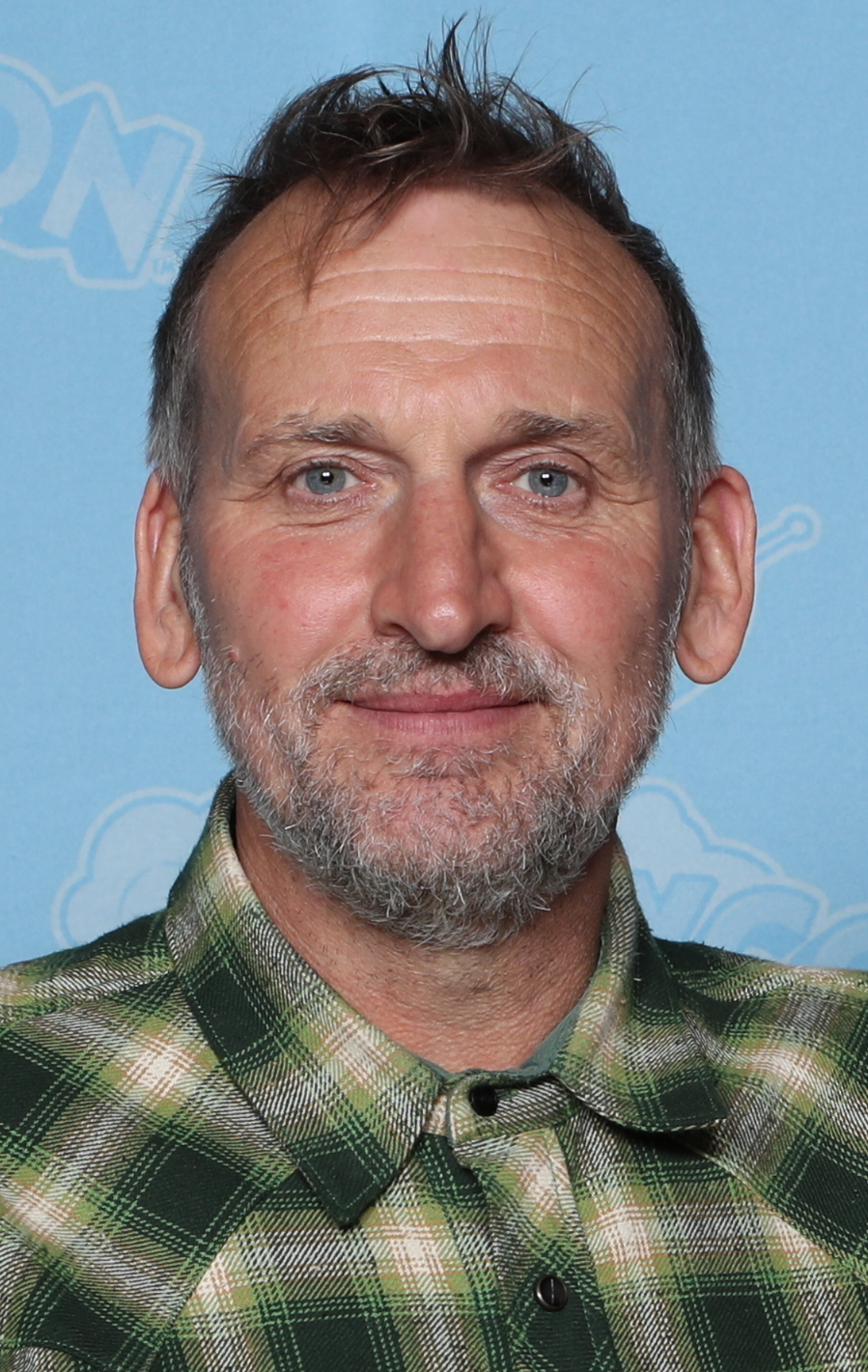
Christopher Eccleston (2020)

Christopher Eccleston (* 16. Februar 1964 in Salford, Lancashire) ist ein britischer Schauspieler. Eccleston ist bekannt für seine Darstellung komplexer Charaktere in Kino- und Fernsehfilmen und als neunte Inkarnation des Doktors in Doctor Who.

## Leben
Eccleston stammt aus einer Arbeiterfamilie. Schon als Kind interessierte er sich sowohl für die Schauspielerei als auch für das Fußballspielen (sein Lieblingsverein ist Manchester United). Er entschied sich für die Kunst und besuchte eine Schauspielschule. Sein professionelles Bühnendebüt hatte er mit 25 Jahren in einer Inszenierung von Tennessee Williams’ Endstation Sehnsucht. Der Durchbruch ließ allerdings auf sich warten, und Eccleston arbeitete nebenbei in Supermärkten, als Bauarbeiter und Modell für Kunststudenten.
Ecclestons erster Erfolg war die Rolle des zu Unrecht hingerichteten Derek Bentley in dem auf einer wahren Begebenheit basierenden Film Gib’s ihm, Chris! (Let Him Have It, 1991). Seine Rolle als Polizist in den ersten beiden Staffeln (1993–1994) der TV-Serie Für alle Fälle Fitz (Cracker) half, ihn einem größeren Publikum bekannt zu machen.
Eccleston wurde bekannt dafür, in ungewöhnlichen Filmen mit manchmal engagierten und kontroversen Themen komplexe, innerlich zerrissene Charaktere zu spielen. Seine bekanntesten Kinofilme sind Kleine Morde unter Freunden (1994), Herzen in Aufruhr (1996), Elizabeth (1998), eXistenZ (1999) und The Others (2001). Auf der Bühne verkörperte er 2002 den Hamlet am West Yorkshire Playhouse in Leeds.
2003 spielte er in der Fernsehserie The Second Coming, geschrieben von Russell T Davies.
Nachdem Davies die neuen Folgen von Doctor Who mit anstieß, wurde 2004 bekanntgegeben, dass Eccleston die neunte Inkarnation des Doktors spielen würde. Fernsehpremiere war am 26. März 2005. Die Sendung wurde ein großer Erfolg, vor allem weil der als ernst geltende Eccleston die Rolle mit überlegter Exzentrik und trockenem Humor spielte.
Christopher Eccleston verließ die Serie schon nach einer Staffel. Da Eccleston selbst sich dazu nicht äußerte, war lange unklar, was sein Ausscheiden verursachte. Vermutet wurden Differenzen mit der BBC (die seinen Ausstieg früher veröffentlichte, als geplant war); aber auch das Gerücht, Eccleston wollte nicht mit der Rolle des Doktors in eine „Schublade“ gesteckt werden, war im Umlauf. Im Jahr 2010 teilte Eccleston in einem Interview mit der Radio Times mit, dass ihm nicht gefallen habe, wie mit den Angestellten umgegangen worden sei. Die Entscheidung für den Erfolg oder ob er sein eigener Herr sein könne, sei gegen den Erfolg gefallen. Eccleston konstatierte, dass er stolz darauf sei, mitgeholfen zu haben, die Serie wiederzubeleben, aber er hätte für Dinge stehen müssen, die er für falsch gehalten habe, und sei nicht bereit gewesen, dies weiter mit zu tragen.
2004 kam Eccleston bei einer Umfrage der Radio Times unter Insidern der Filmindustrie auf Platz 19 der einflussreichsten Personen des britischen Fernsehfilms. Im Dezember 2005 reiste Eccleston für das BBC-Frühstücksfernsehen in die indonesische Provinz Aceh, um über die Auswirkungen des Tsunamis von Weihnachten 2004 zu berichten. 2007 stieg Eccleston als Ensemblemitglied in der NBC-Serie Heroes ein. Bis 2010 spielte er eine Figur namens Claude, der sich unsichtbar machen kann. Von 2014 bis 2017 spielte er in der Fernsehserie The Leftovers mit. 2015 übernahm er in der Fernsehserie Safe House die Hauptrolle. Nach der ersten Staffel verließ er die Serie.
Eccleston fördert die Theatergruppe Celebrity Pig, deren Mitglieder lernbeeinträchtigt sind.

## Filmografie
- 1990: Blood Rights (Fernsehkurzfilm)
- 1990: Casualty (Fernsehserie, eine Folge)
- 1991: Inspektor Morse, Mordkommission Oxford (Inspector Morse, Fernsehserie, eine Folge)
- 1991: Chancer (Fernsehserie)
- 1991: Gib’s ihm, Chris! (Let Him Have It)
- 1991: Boon (Fernsehserie)
- 1992: Rachel’s Dream (Kurzfilm)
- 1992: Agatha Christie’s Poirot (Fernsehserie, Folge 4x03, Himmel und Hölle)
- 1992: Friday on My Mind (Fernsehkurzfilm)
- 1992: Death and the Compass
- 1992: Business with Friends (Fernsehfilm)
- 1992: Roots (Fernsehfilm)
- 1993: Anchoress
- 1993–1994: Für alle Fälle Fitz (Cracker, Fernsehserie, 10 Folgen)
- 1994: Kleine Morde unter Freunden (Shallow Grave)
- 1995: Hearts and Minds (Fernsehkurzfilm)
- 1996: Our Friends in the North (Fernsehserie)
- 1996: Herzen in Aufruhr (Jude)
- 1996: Das Fußballdrama von Sheffield (Hillsborough, Fernsehfilm)
- 1998: Teurer als Rubine (A Price Above Rubies)
- 1998: Elizabeth
- 1999: eXistenZ
- 1999: Heart – Jeder kann sein Herz verlieren (Heart)
- 1999: With or Without You
- 2000: The Tyre (Kurzfilm)
- 2000: Clocking Off (Fernsehserie)
- 2000: Nur noch 60 Sekunden (Gone in Sixty Seconds)
- 2000: Wilderness Men (Fernsehserie)
- 2001: The Invisible Circus
- 2001: The Others
- 2001: Strumpet (Fernsehfilm)
- 2001: This Little Piggy (Kurzfilm)
- 2001: Linda Green (Fernsehserie)
- 2001: Othello (Fernsehfilm)
- 2002: Sunday (Fernsehfilm)
- 2002: 24 Hour Party People
- 2002: Dina – Meine Geschichte (I Am Dina)
- 2002: The King and Us (Fernsehkurzfilm)
- 2002: Revengers Tragedy
- 2002: Flesh and Blood (Fernsehfilm)
- 2002: The League of Gentlemen (Fernsehserie, eine Folge)
- 2002: 28 Days Later
- 2003: The Second Coming (Fernsehfilm)
- 2005: Doctor Who (Fernsehserie, 13 Folgen)
- 2006: Perfect Parents (Fernsehfilm)
- 2007: Heroes (Fernsehserie)
- 2007: Wintersonnenwende – Die Jagd nach den sechs Zeichen des Lichts (The Seeker: The Dark Is Rising)
- 2008: New Orleans, Mon Amour
- 2009: G.I. Joe – Geheimauftrag Cobra (G.I. Joe: The Rise of Cobra)
- 2009: Amelia
- 2011: Die Borger (The Borrowers, Fernsehfilm)
- 2011: The Shadow Line (Fernsehserie)
- 2012: Blackout (Miniserie)
- 2012: Song for Marion
- 2013: Thor – The Dark Kingdom (Thor: The Dark World)
- 2014–2017: The Leftovers (Fernsehserie, 23 Folgen)
- 2015: Fortitude (Fernsehserie, drei Folgen)
- 2015: Legend
- 2015: Safe House (Fernsehserie, vier Folgen)
- 2016–2020: The A Word (Fernsehserie)
- 2018: King Lear
- 2018: Where Hands Touch
- 2024: True Detective (Fernsehserie, 3 Folgen)
- 2024: Die junge Frau und das Meer (Young Woman and the Sea)

## Auszeichnungen
- 1996: Nominierung für den British Academy Television Award und Broadcasting Press Guild Award für Our Friends in the North (Mehrteiler); Satellite-Award-Nominierung für Jude
- 2002: Preis der Royal Television Society für Flesh and Blood
- 2003: Nominierung für den British Academy Television Award für The Second Coming (Fernsehfilm)
- 2005: National Television Award als beliebtester Schauspieler Großbritanniens, TV Quick Award und TV Choice Award für Doctor Who